# Нові пригоди Кота в чоботях
«Нові́ приго́ди Кота́ у чобо́тях» (рос. «Новые похождения Кота в сапогах») —  радянський кольоровий художній фільм-казка, поставлений на Московській кіностудії імені М. Горького в 1958 році режисером Олександром Роу.
Незвичайна версія казок Шарля Перро «Кіт у чоботях» і Карло Гоцці «Любов до трьох апельсинів», в якій добрі казкові персонажі разом зі звичайними школярами розкривають підступну змову придворних і рятують викрадену принцесу. В основі сценарію — п'єса Сергія Михалкова «Сміх і сльози».

## Сюжет
Любі наснився сон. Вона, дочка шахового короля, стає жертвою підступної змови і викрадається чаклункою. На її пошуки відправляються син мірошника Ваня і його друг — чарівний кіт. Багато труднощів довелося їм випробувати, поки вони не досягли замку чаклунки і не врятували принцесу.

## У ролях
- Марія Барабанова — Кіт у чоботях
- В'ячеслав Жариков — Ваня/маркіз Карабас
- Георгій Мілляр — Шут/Відьма Дама Пік
- Тамара Носова — лукавство, придворна дама
- Анатолій Кубацький — дідусь/Король Похмура
- Лідія Вертинська — Відьма в молодому обличчі
- Степан Каюков — доктор/міністр з портфелем Патисони
- Костянтин Злобін — Крівеллі, міністр без портфеля
- Володимир Володін — зеленяр
- Лев Потьомкін — начальник варти
- Микита Кондратьєв — посол графа Доміно
- Ольга Горєлова — Люба/Принцеса Люба
- Ірина Асмус — Клава/Чорний Пішак
- Вірші і текст пісень Сергія Михалкова.

## Додаткова інформація
У фільмі використана музика Дунаєвського І. О. з кінофільму «Діти капітана Гранта» і вальс Штрауса І. «На прекрасному блакитному Дунаї».
У 1976 році знятий ремейк «Веселе сновидіння, або Сміх і сльози».